# ولي خان المظفر
الدكتور ولي خان المظفر داعية ومفكر إسلامي، وأديب عربي، من جمهورية باكستان الإسلامية،مقيم في كوالالمبور، ماليزيا، يُشار إليه كمرجع معتمد وشيخٍ لعلوم القرآن والحديث والفقه والتصوّف والمنطق واللغة العربية، وهو من الداعين لتمكين اللغة العربية في الدول الإسلامية، له مساهمات في وسائل الصحافة والإعلام الباكستانية ومشاركات في المؤتمرات العربية والإسلامية العالمية، اشتُهر بعد أن شغل منصب سكرتاریة وفاق المدارس العربية في باكستان لأكثر من 20 سنة، أسّس العديد من المؤسسات العلمية والخيرية وأهمّها مجلس الثقافة العربية وجامعة اللغة العربية المفتوحة ومؤسسة المظفر الخيرية.

## حياته
وُلد ولي خان المظفر بن محمد مظفر خان سنة 1971 في منطقة سوات التابعة لإقليم خيبر بختونخوا الباكستاني، ترعرع في كنف والده إلى أن اجتاز المرحلة الابتدائية، ثم انتقل إلى الجامعة الفاروقية بكراتشي ليُكمل دراسته وصولاً إلى الماجستير في الدراسات الإسلامية واللغة العربية ثم التخصّص في الفقه الإسلامي والتخصّص في اللغة العربية، وتتلمذ على يد كبار علماء الديوبندية مثل:
- شيخ الحديث مولانا سليم الله خان
- الشيخ عنايت الله خان
- الدكتور المفتي نظام الدين شامزئي
- الشيخ محمد يوسف الكشميري
- الشيخ الدكتور عبد الرزاق سكندر

تدرّج في المناصب العلمية حتى حصل على لقب شيخ القرآن والحديث، وهو أرفع لقب لدى علماء الدراسات الإسلامية واللغة العربية في شبه القارة الهندية،

## أعماله
شغل العديد من المناصب الرسمية مثل:
- سكرتير وفاق المدارس العربية الباكستانية
- مدير معهد اللغة العربية - الجامعة الفاروقیة بكراتشي
- نائب رئيس تحرير مجلة الفاروق بكراتشي
- أستاذ الحديث والأدب العربي بالجامعة الفاروقية بكراتشي
- عضو هيئة رؤية الهلال في باكستان[2]
- عضو رابطة الأدب الإسلامي العالمية (الرياض)
- رئيس جامعة اللغة العربية المفتوحة بباكستان
- رئيس مجلس الثقافة العربية
- رئيس مؤسسة المظفر الخيرية
- رئيس لجنة الأمن القومي للوئام الدینی فی إقليم السند بباكستان
- عضو الهيئة العالمية للعلماء المسلمين

وشارك بكتاباته الصحفية وحضوره في العديد من وسائل الصحافة والإعلام المحلية والدولية مثل:
- مؤسسة درسِ قرآن دوت كوم[3]
- إذاعة تكساس الأمريكية
- مجلة التقوى اللبنانية
- مجلة العالم الإسلامي
- صحيفة اللغة العربية[4] (تصدر من المجلس الدولي للغة العربية)
- مجلة المجتمع الكويتية
- صحيفة الشعب المصرية
- الصحف[5][6] والقنوات الفضائية الباكستانية[7]
- وكالات الأنباء العالمية[8]

## أهم مؤلفاته وكتبه
له مؤلفات عديدة في عدة لغات، وأهم كتبه هي:
- تعريب علم الصيغة[9][10]
- اللا مذهبية .. خيانات وافتراءات
- التاريخ الإسلامي مع القول السليم
- اللمعان شرح التبيان في علوم القرآن[11]
- توضيح الفكر شرح نخبة الفكر
- طرق التدريس وأساليب الاختبار
- الحوار بین الفِرق والأديان[12][13]
- المظفريات[14][15]
- لغات واصطلاحات - سلسلة منشورة فی الصحف[16]